# Гент
Гент (нидерл. Gent [ɣɛnt], фр. Gand [gɑ̃]) — город во Фландрии, в Бельгии. Столица и самый большой город провинции Восточная Фландрия.
Население — 263.614 человек (2020 год). Лежит при впадении реки Лейе в реку Шельду. Морской порт (связан с устьем Шельды каналом Гент-Тернёзен, пропускающим морские суда).
Крупный учебный центр — университет и четыре высшие школы.
Муниципально Гент состоит из самого города Гента и окружающих город крохотных городков и посёлков Афсне, Дестелдонка, Дронгена, Гентбрюгге, Ледеберга, Мариакерке, Мерелбеке, Мелле, Мендонка, Остаккера, Синт-Амандсберга, Синт-Денейс-Вестрема, Синт-Мартенс-Латема, Синт-Крёйс-Винкела, Вонделгема и Звейнарде. Зона города (муниципальная территория) покрывает площадь в 1205 км² (465 квадратных миль) с совокупным населением 594 582 жителя (1 января 2008), что ставит его на четвёртое место по численности населения в Бельгии.
Мэр Гента, Даниэл Термонт, лидер коалиции Социалистической партии, Партии Зелёных и Опен ВЛД. В 2014 году он вошёл в тройку претендентов на звание лучшего мэра года (по версии некоммерческой организации City Mayors Foundation).

## История
Археологические находки подтверждают присутствие поселений на месте слияния рек Лейе и Шельды вплоть до каменного и железного веков.
Письменных источников о римском периоде нет, однако археологические раскопки подтверждают наличие поселения в тот период.
Точная дата возникновения города неизвестна, но уже к VII веку город был крупным поселением. По одной из версий, город возник ещё во времена древнеримской империи и его название происходит от кельтского condati («место слияния рек»). Впервые упоминается в 665 году как лат. Gandavum.
После нашествия франков в начале V века Древненидерландский язык сменил латинский и кельтский языки.
Около 650 года святой Аманд основал два аббатства (святого Петра и святого Баво) в районе Гента.
Между 1000 и 1550 годами Гент был вторым по величине городом в Европе к северу от Альп, уступая только Парижу. В 1338 Гент стал центром возглавляемого Якобом ван Артевелде восстания горожан и крестьян Фландрии.
В 1539—1540 центр Гентского восстания. Играл важную роль в Нидерландской революции, в 1576 в Генте было подписано «Гентское умиротворение».
В XIX веке в Генте начала бурно развиваться текстильная промышленность. Экономическому развитию Гента способствовало строительство канала Гент-Тернёзен в начале XIX века и строительство сети железных дорог Бельгии. В 1837 году открылась железная дорога Мехелен-Гент. В 1875 году в городе начала действовать конка, в 1904 — электрический трамвай. В 1913 году в Генте проводилась Всемирная выставка. К проведению выставки были приурочены важные работы в области градостроительства и развития инфраструктуры, проводилась реставрация исторических зданий в центре города, был построен новый железнодорожный вокзал Гент-Синт-Питерс (открыт в 1912 году).

## Экономика
Порт Гента, расположенный на севере города, является третьим по величине в Бельгии. Доступ к нему осуществляется по каналу Гент — Тернёзен, который заканчивается у нидерландского порта Тернёзен на Западной Шельде. Помимо всего прочего, порт обслуживает такие крупные компании, как ArcelorMittal, Volvo Personvagnar, Volvo Trucks, Honda и Stora Enso.
Гентский университет и ряд связанных с ним компаний расположены в центральной и южной частях города. Как крупный город провинции Восточная Фландрия, в Генте есть множество больниц, школ и торговых центров.
В Генте также расположен комплекс Flanders Expo — крупнейший комплекс во Фландрии и второй по величине в Бельгии.

## Транспорт
Гент напрямую связан с Брюсселем, Антверпеном, Остенде и Лиллем (Франция) скоростными автомагистралями и железнодорожными линиями с Остенде, Экло, Кортрейком, Антверпеном, Мехеленом, Брюсселем и Тернёзеном (Железная дорога 55).
В самом городе есть хорошо развитая сеть городского общественного транспорта, имеются маршруты автобуса и трамвая (см. гентский трамвай).

## Достопримечательности
По количеству исторических монументов Гент занимает второе место в Бельгии, уступая только Антверпену. Основные достопримечательности:
- Замок графов Фландрии (основан в 1180 году)
- Замок Герерда Дьявола (XIII век)
- Собор Св. Бавона со знаменитым Гентским алтарём работы Ван Эйка (основан в 942 году, но нынешний облик собор приобрёл только в эпоху готики)
- Собор Св. Николая (основан в 1038 году, но строительство продолжалось до начала XIII века)
- Беффруа, башня городского совета, высотой 118 м (строилась между 1377 и 1388 годами) и пристроенные к ней суконные ряды (строились между 1425 и 1445 годами; не были завершены. Во время реставрации 1903 года достроены в соответствии с первоначальным планом)
- Церковь Богоматери и Святого Петра
- Фламандская опера
- Исторические районы Патерсхол и Принсенхоф
- Фрагмент бывшей городской стены, Перечница

## Музеи
- Городской музей современного искусства (Stedelijk Museum voor Actuele Kunst (S.M.A.K.)) с комнатой писателя Метерлинка
- Музей изящных искусств (Museum voor Schone Kunsten Gent) — искусство до начала XX века
- Музейная экспозиция в Замке Графов Фландрии
- Музей городской истории STAM, расположенный в Цистерцианском аббатстве Бейлоке
- Музей Дом Алейна (Het huis van Alijn) повседневная жизнь и культура до начала XX века, в прошлом богадельня, а затем — музей фольклора
- Музей доктора Гислена (Doctor Guislainmuseum) — музей истории психиатрии
- Музей дизайна (Designmuseum), в прошлом был известен как музей прикладных искусств
- Музей промышленности (Industriemuseum), в прошлом был известен, как музей промышленной археологии и текстиля[5]

## Спорт
В Чемпионате Бельгии по футболу город представлен клубом Koninklijke Atletiek Associatie Gent, чаще всего известный как просто «Гент». Другой футбольный клуб из Гента, K.R.C. Gent-Zeehaven играет в 3-м дивизионе Бельгии.
Ежегодно в городе проводится шестидневная велотрековая гонка «Шесть дней Гента», которая проводится на велодроме Kuipke. А также стартует шоссейная велогонка Гент — Вевельгем.
Также ежегодно Гент принимает соревнования по беговым видам лёгкой атлетики, которые проводятся на Flanders Sports Arena.
Академическая гребля, баскетбол, шахматы, волейбол и другие виды спорта также развиты в Генте.

## Интересные факты
- Одно из предместий Гента называется Москва (Moscou). Это название дали ему квартировавшие здесь офицеры русской армии во время зарубежного похода русской армии в 1813 году. Здесь происходит действие фильма «Москва, Бельгия» (2008).
- 10 мая 1913 года в Генте была основана Association Socialiste Internationale d’Education physique, состоявшая из социал-демократических спортивно-гимнастических обществ Европы, позднее известная как Социалистический рабочий спортивный интернационал.
- 13 мая 2009 года управление городом объявило. Архивировано из оригинала 7 мая 2009 года. о начале акции Donderdag Veggiedag, что, в переводе с нидерландского, значит примерно «Четверг — вегетарианский день». То есть раз в неделю все чиновники, избранные политики и, в будущем, школьники должны будут есть вегетарианскую пищу. Цель данной акции — сокращение поголовья скота и, как следствие, сокращение выброса парниковых газов в атмосферу[6].
- В Генте проводятся самые крупные культурные фестивали в Европе, известные как Гентские праздники.
- Каждые 5 лет в Генте проводится Гентские Флоралии — знаменитый фестиваль цветов.
- 26 апреля 2010 года в Генте прошёл международный рок-фестиваль Thrash and Burn European Tour 2010[7].

## Известные уроженцы и жители
- Джон Гонт (1340—1399) — первый герцог Ланкастерский.
- Ван Эйк, Хуберт (1370—1426) — художник, старший брат Яна ван Эйка.
- Хуго ван дер Гус (1420—25 — 1482) — художник.
- Агрикола, Александр (1445 или 1446—1506) — композитор эпохи Возрождения.
- Карл V Габсбург (1500—1558) — император Священной Римской империи.
- Лукас де Гир — художник, поэт и писатель.
- Бутми, Жоссе (1697—1779) — композитор, клавесинист и органист эпохи барокко.
- Лимнандер де Нивенгове, Арман (1814—1892) — бельгийский композитор.
- Дегейтер, Пьер (1848—1932) — музыкант.
- Метерлинк, Морис (1862—1949) — бельгийский писатель, драматург и философ.
- Бакеланд, Лео Хендрик (1863—1944) — химик и изобретатель.
- Брёйкер, Жюль де (1870—1945) — художник.
- Бисбрук, Жорж ван (1880—1974) — бельгийско-американский астроном.
- Варужан, Даниэл (1884—1915) — армянский поэт XX века.
- Рей, Жан (1887—1964) — бельгийский писатель.
- Рогге, Жак (род. 1942) — президент Международного олимпийского комитета (МОК).
- Ван хее, Мириам (род. 1952) — поэтесса, переводчица.
- Брёйкере, Берлинде де (род. 1964) — художник.
- Покровский, Кирилл Владимирович (1965—2015) — советский и бельгийский рок-музыкант, клавишник и композитор.
- Винке, Свен (род. 1972) — геймдизайнер, глава компании Larian Studios.
- Адам, Изабель (род. 1975) — певица.
- Вейландт, Ваутер (1984—2011) — велогонщик, погибший на третьем этапе Giro di Italia 2011.

## Города-побратимы
У Гента есть 7 городов-побратимов:
1. Германия — Висбаден (с 1969 года)
2. Япония — Канадзава (с 1971 года)
3. Германия — Мелле (с 1977 года)
4. Марокко — Мохаммедия (с 1982 года)
5. Великобритания — Ноттингем (с 1958 года)
6. Франция — Сен-Рафаэль (с 1958 года)
7. Эстония — Таллин (с 1982 года)